# Tvrdonice
Tvrdonice (in tedesco Turnitz) è un comune della Repubblica Ceca facente parte del distretto di Břeclav, in Moravia Meridionale.